# Кёнигслёв, Отто фон
Отто Фридрих фон Кёнигслёв (нем. Otto Friedrich von Königslöw; 13 ноября 1824, Гамбург — 6 октября 1898, Бонн) — немецкий скрипач.

## Биография
Учился в Гамбурге у Карла Хафнера, затем в Гельсингфорсе у Фредрика Пациуса и наконец в 1844—1846 гг. в Лейпцигской консерватории у Фердинанда Давида (скрипка) и Морица Гауптмана (теория). В лейпцигский период сдружился с пианистом и композитором Карлом Райнеке, с которым вместе гастролировал в 1851 г. в Италии и Франции, пользуясь значительным успехом, а также с Максом Брухом и другими ведущими музыкантами. Концертировал также в Скандинавии, России, Англии, Нидерландах. В начале 1850-х гг. некоторое время работал в Праге, выступал в составе фортепианного трио с Бедржихом Сметаной и Антоном Трегом (а затем Юлиусом Гольтерманом). В 1858 г. по предложению Фердинанда Хиллера обосновался в Кёльне в качестве преподавателя Кёльнской консерватории и первой скрипки Гюрцених-оркестра. 24 апреля 1866 г. солировал с Гюрцених-оркестром на премьерном исполнении Концерта № 1 для скрипки с оркестром Макса Бруха (дирижировал автор). В 1878—1884 гг. директор консерватории. В 1884 году вышел в отставку и поселился в Бонне, изредка участвуя в музыкальной жизни (так, в 1897 г. Кёнигслёв совместно с Йозефом Иоахимом участвовал в мемориальном концерте памяти Иоганнеса Брамса).